# 苏宣
苏宣（1553年—1626年以后），字尔宣、一字啸民，号泗水、一号朗公，新安（今安徽歙县）人，明代篆刻家。 

## 生平
自幼喜读书及击剑，曾在文彭家设馆，师从文彭学习书法刻印。博览秦汉玺印，先后临摹仿刻汉印近千方，深得汉印布白之妙。善于变化，满白、细朱、古玺、虫书、缪篆、籀书无所不精。刀法切中带冲，生涩古朴，独树一帜，开创了泗水派篆刻，在当时与文彭、何震齐名于印坛。他的印风接近何震，比何震稍圆转，对后世程邃、丁敬、邓石如等人产生了重要的影响。
1617年著有《苏氏印略》4卷，收印537方。

## 篆刻作品舉例

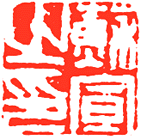
苏宣之印
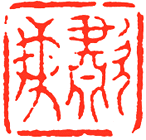
啸民
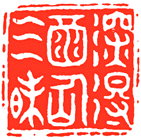
深得酒仙三味
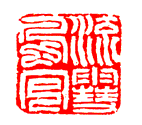
流风回雪
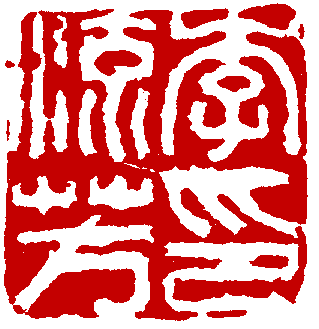
李流芳印
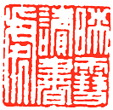
映雪读书处
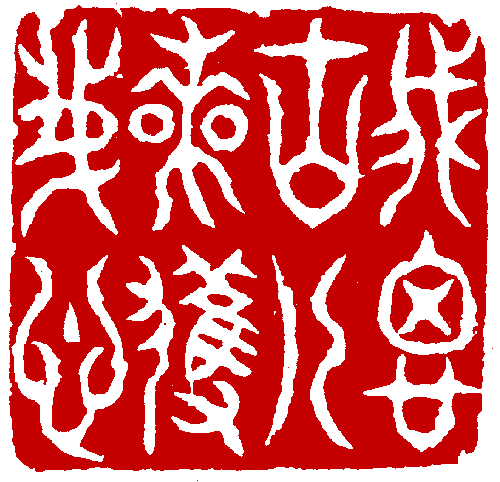
我思古人实获我心
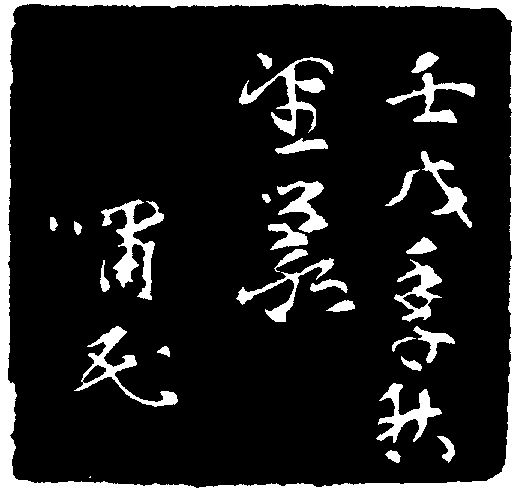
我思古人实获我心边款壬戌季秋望篆啸民